# Епархия Керетаро
Епархия Керетаро (лат. Dioecesis Queretarensis) — епархия Римско-католической церкви с центром в городе Сантьяго-де-Керетаро, Мексика. Епархия Керетаро входит в митрополию Леона. Кафедральным собором епархии Керетаро является церковь святого Филиппа Нери.

## История
26 января 1863 года Римский папа Пий XI издал буллу Deo optimo maximo, которой учредил епархию Керетаро, выделив её из архиепархии Мехико и епархии Мичоакана (сегодня — Архиепархия Морелии).
5 ноября 1988 года епархия Керетаро вошла в митрополию Сан-Луис-Потоси.
25 ноября 2006 года епархия Керетаро вошла в митрополию Леона.

## Ординарии епархии
- епископ Bernardo Gárate y López de Arizmendi (19.03.1863 — 31.07.1866);
- епископ Ramón Camacho y García (22.06.1868 — 30.07.1884);
- епископ Rafael Sabás Camacho y García (27.03.1885 — 11.05.1908);
- епископ Manuel Rivera y Muñoz (11.05.1908 — 2.05.1914);
- епископ Francisco Banegas y Galván (28.02.1919 — 14.11.1932);
- епископ Marciano Tinajero y Estrada (2.07.1933 — 27.10.1957)
- епископ Alfonso Tóriz Cobián (20.03.1958 — 25.10.1988);
- епископ Mario de Gasperín Gasperín (4.04.1989 — 20.04.2011);
- епископ Faustino Armendáriz Jiménez (20.04.2011 — по настоящее время).